# Padollers
Padollers és una masia del municipi de Biosca (Solsonès) que forma part de l'Inventari del Patrimoni Arquitectònic de Catalunya.

## Descripció
És un edifici de quatre façanes i quatre plantes. A la façana est, hi ha l'entrada principal amb arc de mig punt adovellat, a la dreta hi ha una espitllera. A la planta següent, hi ha cinc finestres amb ampit. A la planta següent, hi ha cinc petites finestres amb ampit.
A la façana oest, a la planta baixa a l'esquerra, hi ha una entrada amb porta de fusta de doble batent, a la seva dreta hi ha una altra entrada amb porta de fusta, més a la dreta hi ha una petita obertura. A la següent planta, a la dreta, hi ha una entrada estreta que s'hi accedeix per unes escales. A la seva esquerra hi ha dues petites finestres. A la següent planta, començant per la dreta, hi ha dues finestres amb ampit, al centre hi ha una gran obertura acabada amb arc de mig punt, que dona lloc a una petita terrassa interior. A la seva esquerra hi ha una altra finestra. A la planta següent, hi ha cinc finestres.

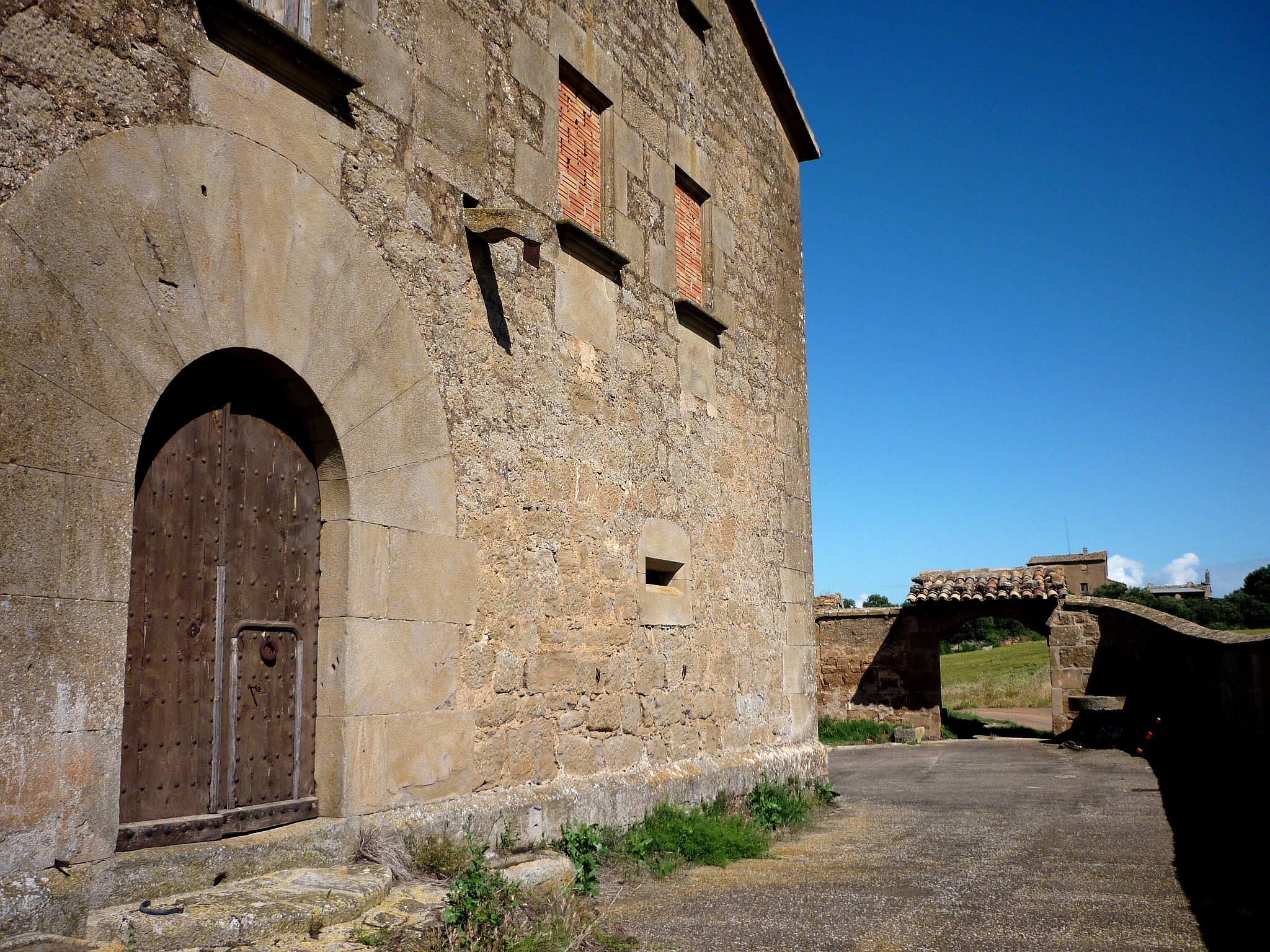
Portal i façana

A la façana sud, hi ha una gran entrada tapiada a la planta baixa. Al següent pis, a la part dreta hi ha tres obertures. A la part superior de la façana, hi ha tres obertures contínues separades per pilars amb capitells, aquestes obertures són d'arc rebaixat.
A la façana nord, hi ha cinc finestres a la tercera planta. La coberta és de dos vessants (Nord-Sud), acabada amb teules.
Tant la façana nord com la de l'est, estant envoltades per un mur, on hi ha l'entrada principal al recinte, aquesta entrada és d'arc rebaixat. Al costat d'aquest mur, davant de la façana nord, hi ha petits edificis que antigament tenien funció ramadera. A l'extrem dret d'aquesta façana, hi ha una altra entrada que dona a la façana oest.
Hi ha dos edificis més a destacar, es troben a uns 20 metres de la casa. Tenien funció de paller i estable. El de l'esquerra, presenta una gran entrada amb arc de mig punt adovellat, i té la coberta de dos vessants. El de la dreta, té una entrada a la part esquerra, i a la part dreta hi ha una gran obertura típica de paller.